# Susan Kelly-Dreiss
Susan Kelly-Dreiss (Pennsylvania, 1942) è un'attivista statunitense che ha combattuto la violenza contro le donne e si è occupata dei loro diritti.
Nel 1976, è stata una delle fondatrici e il primo direttore esecutivo della Pennsylvania Coalition Against Domestic Violence (PCADV).
Ha contribuito alla realizzazione del Pennsylvania Protection from Abuse Act, la prima legge contro la violenza domestica dello stato.

## Vita e attività
Kelly-Dreiss è nata in Pennsylvania. Ha frequentato il Carlow College e la West Virginia University. Ha collaborato con la Pennsylvania Commission on Crime and Delinquency ed è stata un membro fondatore della National Network to End Domestic Violence. È stata inserita nella National Women's Hall of Fame nel 2009.